# Duets-El precio de la fama
DUETS-El precio de la fama es un cortometraje de humor surrealista escrito y dirigido por Tito Montero y protagonizado por el presentador David Rionda. Es el primer proyecto rodado en España partiendo conceptualmente del reciclaje audiovisual entendido desde el punto de vista de la recuperación de imágenes de los archivos personales de ciudadanos particulares para su posterior utilización en historias de ficción. 
Fue rodado en Avilés por jóvenes profesionales del Principado de Asturias. Contó con la Fotografía de Rubén Llorente (ganador en 2007 del Concurso Regional de Vídeos Musicales) y Pablo de María (galardonado con el Premio al Mejor Corto en Asturiano del IV Festival de Cine Asturiano por "Espresionista"); el Montaje y el Sonido de Rubén Morillo; y la Producción de Bárbara Munárriz. La banda sonora es del grupo Pantano (triunfadores en el Sendero Rock de 2009), e incluye las canciones: Shopping woman boogie y Make up.

## Argumento
El cortometraje narra la vida, a través de pequeños retazos que nos llevan por parte de su biografía, de una megaestrella de la música. Concebido como un pseudo/falso documental, viajaremos desde su más tierna infancia hasta el punto álgido de su carrera musical sin dejar de lado la influencia de su padre, algunos desencuentros con las cámaras, los amigos que se han ido quedando por el camino o las giras que le alzaron al olimpo de los ídolos con pies de barro que genera la industria musical de finales del siglo XX y principios del XXI.

## Comentarios
DUETS-El precio de la fama fue uno de los ocho cortometrajes elegidos a concurso en el Día de Asturias del 48 Festival Internacional de Cine de Gijón. También fue seleccionado por el Festival "Cambio y Corto" Villa de Vallecas. Se estrenó en Madrid en febrero de 2011. Fue nominado a los Premios AMAS por la calidad de su banda sonora. Poco después volvió a ser seleccionado por el Festival de Pinto y el de Arganzuela. Obtuvo dos nominaciones en el 7º Festival de cine asturiano: Mejor cortometraje y Mejor actor (David Rionda). En 2012 recibió el Premio Especial del Público del Festival Bocanegra de Valles (Piloña).
- Datos: Q5814901